# Filchnerella tenggerensis
Filchnerella tenggerensis är en insektsart som beskrevs av Zheng, Z. och Peng Fu 1989. Filchnerella tenggerensis ingår i släktet Filchnerella och familjen Pamphagidae. Inga underarter finns listade i Catalogue of Life.